# Metaphycus chrysopae
Metaphycus chrysopae är en stekelart som beskrevs av Jean Risbec 1954. Metaphycus chrysopae ingår i släktet Metaphycus och familjen sköldlussteklar. Inga underarter finns listade i Catalogue of Life.